# Accidente del Let L-410 de Filair de 2010
El 25 de agosto de 2010, un avión de pasajeros Let L-410 Turbolet de Filair se estrelló durante la aproximación al aeropuerto de Bandundu en la República Democrática del Congo, matando a 20 de las 21 personas a bordo.
Según los informes, el accidente se debió a que los ocupantes corrieron hacia la parte delantera del avión para escapar de un cocodrilo que uno de los pasajeros había introducido de contrabando a la aeronave. El movimiento comprometió el equilibrio de la aeronave hasta el punto de perder el control de la misma.

## Accidente
El avión operaba un vuelo doméstico de ida y vuelta desde Kinshasa, República Democrática del Congo, con escala en Kiri, Bokoro, Semendwa y Bandundu. A las 13:00 hora local (12:00 UTC), mientras realizaba la aproximación final al aeropuerto de Bandundu, la aeronave se estrelló contra una casa a aproximadamente 1 kilómetro (0,6 mi) de la pista. Según la mayoría de las fuentes, nadie resultó herido en el suelo. 19 personas murieron instantáneamente y dos supervivientes fueron trasladados al hospital, uno de los cuales murió más tarde a causa de sus heridas. De las 21 personas a bordo, sólo sobrevivió un pasajero.  La mayoría de los muertos eran congoleños. No hubo ningún incendio posterior al impacto, lo cual llevó a la especulación inicial de que la aeronave pudo haber sufrido agotamiento de combustible.

## Aeronave

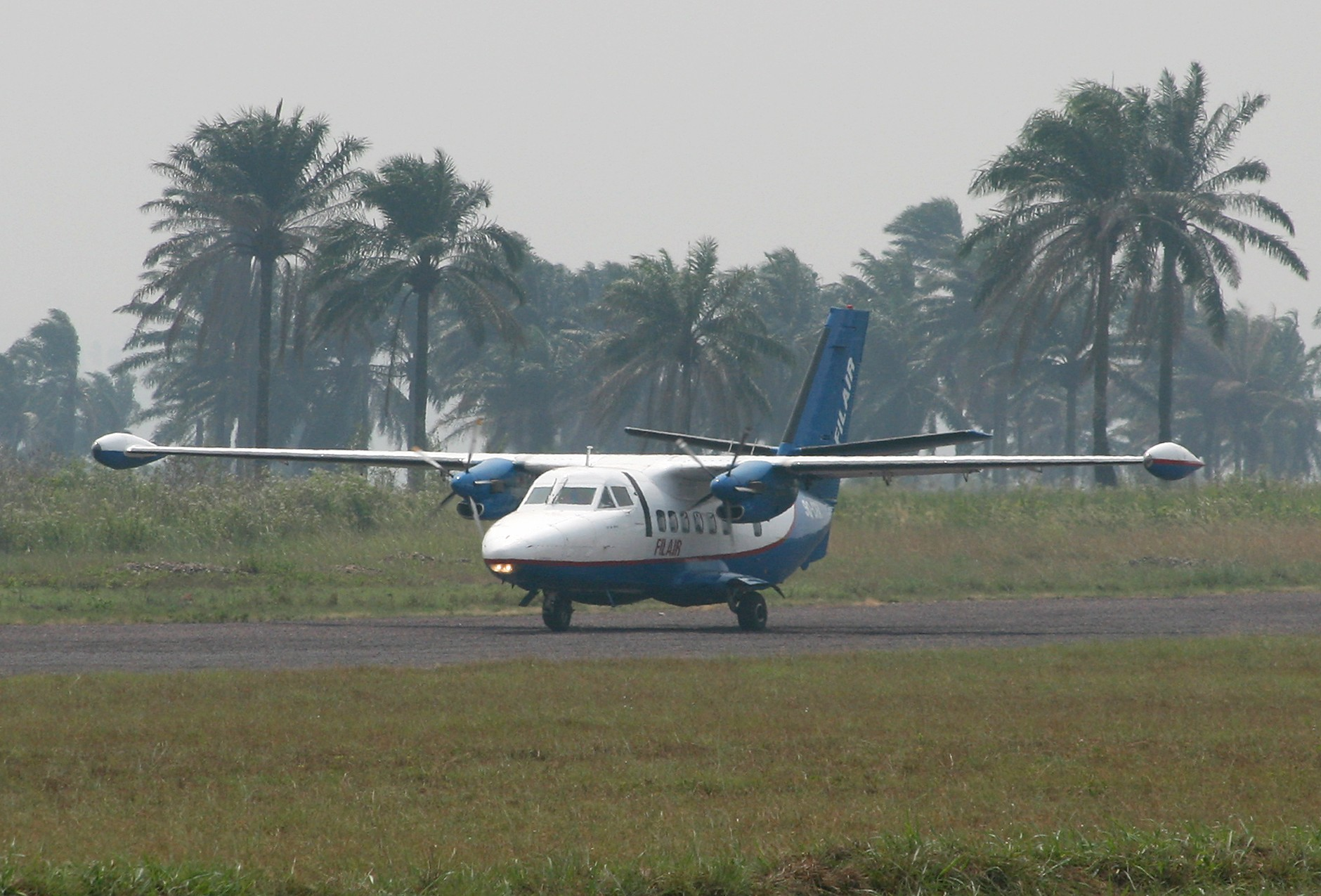
Un Let-410 de Filair, similar a la aeronave accidentada

El avión era un Let L-410 Turbolet fabricado en 1991, con matrícula congoleña 9Q-CCN, número de construcción 912608.  Normalmente transporta hasta 19 pasajeros.  La aeronave implicada estaba anteriormente registrado como ES-LLB y fue operada por Airest, una aerolínea estonia, hasta 2007. Estuvo almacenado hasta que Filair lo compró en 2009.

## Investigación
El Ministerio de Transportes congoleño abrió una investigación sobre el accidente. No hubo confirmación de que la escasez de combustible haya causado el accidente. No hubo ningún incendio posterior al impacto, lo cual llevó a la especulación inicial de que la aeronave pudo haber sufrido agotamiento de combustible.
El único superviviente del accidente declaró a los investigadores que un cocodrilo que uno de los pasajeros llevaba escondido en una bolsa de lona se había escapado poco antes de aterrizar, lo que sembró el pánico entre los pasajeros. La azafata corrió hacia la cabina, seguida por todos los pasajeros, y el consiguiente cambio en el centro de gravedad del avión provocó una pérdida irrecuperable de control. Según los informes, el cocodrilo sobrevivió al accidente, pero murió de un machetazo.